# Schering Rosenhane
För andra betydelser, se Schering Rosenhane (olika betydelser).
Schering Rosenhane, född 4 juli 1609 i Husby-Oppunda socken, nuvarande Nyköpings kommun, död 5 augusti 1663, var en svensk friherre, ämbetsman och författare. Han var bror till Johan, född 1611 och Gustaf Rosenhane, född 1619.
I februari 2023 presenterades indicier som pekar på att Schering Rosenhane ska ha dolt sig bakom pseudonymen Skogekär Bergbo.

## Biografi
Schering Rosenhane var herre till Torp i Husby-Oppunda socken, Rossvik i Husby-Rekarne socken, Tistad i Bärbo socken och Hagen i Gåsinge socken, samtliga i Södermanland, samt Engaholm i Aringsås socken i Småland.

## Ämbetsman

Schering Rosenhane

Rosenhane var underståthållare 1634–1637, landshövding, sändebud vid fredskongressen i Münster 1643–1647 och ambassadör i Paris där han kom i motsättning till kardinal Mazarin. Han hemkallades 1648 och utnämndes till riksråd 1650 och 1652 till överståthållare i Stockholm. År 1652 blev han också utnämnd till friherre av Ikalaborg, samma värdighet som hans bägge bröder erhöll två år senare.
Vid drottning Kristinas tronavsägelse 1654 fungerade Schering Rosenhane som rikskansler för Axel Oxenstierna. Den nye kungen Karl X Gustav omfattade Rosenhane med stort förtroende och gjorde honom till en av sina främsta medhjälpare, ofta anlitades han till maktpåliggande diplomatiska värv ute i Europa. Efter kungens död utarbetade Schering Rosenhane det av riksdagen 1660 antagna additamentet till 1634 års regeringsform samt undertecknade tillsammans med Sten Nilsson Bielke freden i Köpenhamn (1660). Han skrev handboken Oeconomia, som beskriver lanthushållning och trädgårdsskötsel och Hortus regius (en kunglig trädgård), ett emblemverk, skrivet för drottning Kristina. Schering Rosenhane var för en stark adel och antas ha skrivit Somnium Gerstoffianum tillsammans med Hannibal Sehested.
Åren 1652–1656 uppförde han på Riddarholmen i Stockholm Schering Rosenhanes palats, idag använt av Svea hovrätt. Schering Rosenhane avled på sin ärvda egendom Torps Säteri i Södermanland, där han också var född. Drottning Kristina skänkte Säby i Järfälla, där han byggde ett sommarslott, samtidigt som palatset på Riddarholmen. Schering Rosenhane har sitt gravkor i Husby-Oppunda kyrka i Södermanland.

## Familj

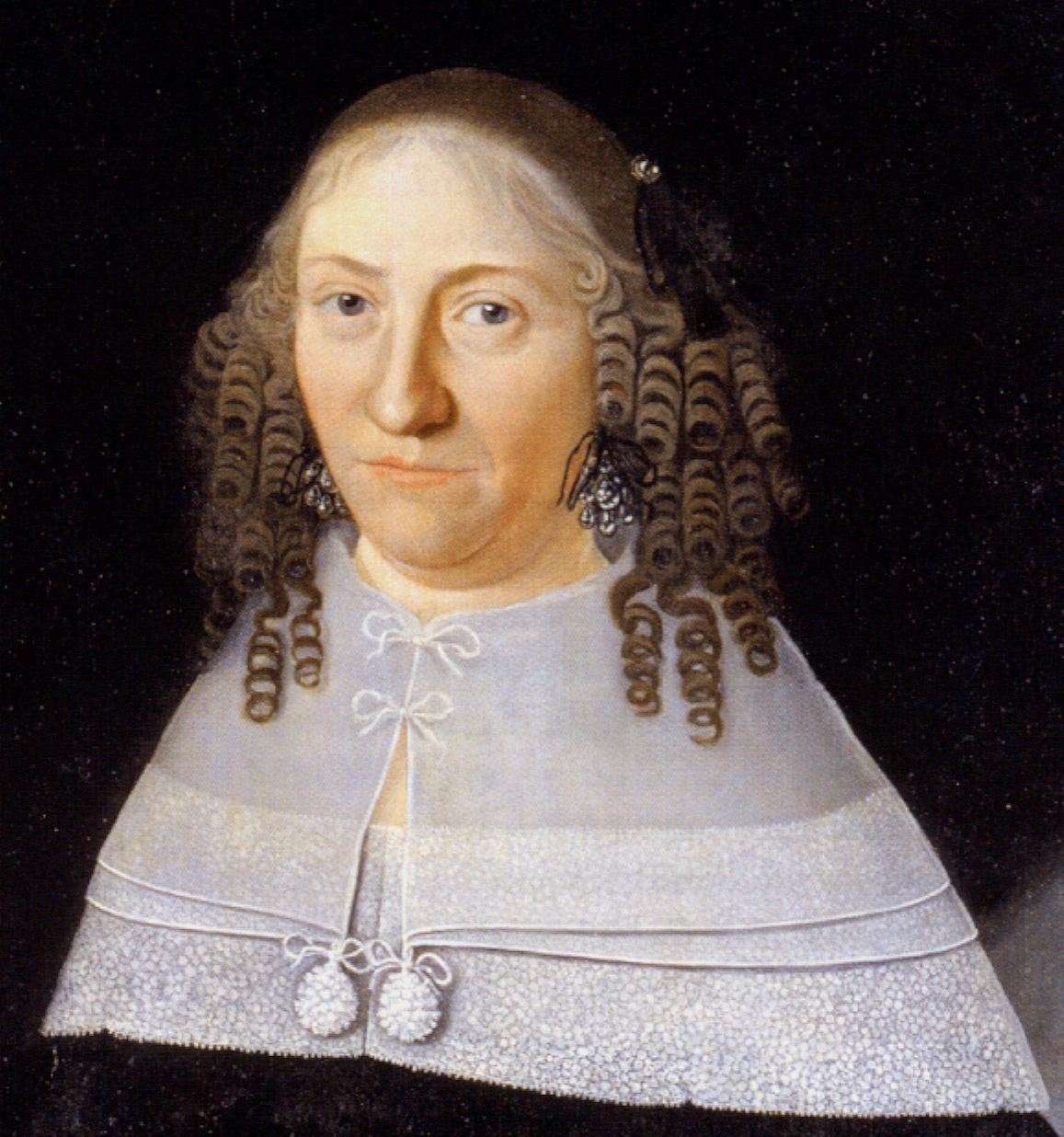
Beata Sparre

Han gifte sig 12 juli 1636 i Stockholm med Beata Sparre af Rossvik, född 1618. Beatas moster hette Anna Åkesdotter Bååt och var gift med rikskanslern Axel Oxenstierna.
Schering Rosenhane fick med sin hustru under åren 1637–1656 tolv barn varav fem söner och fem döttrar uppnådde vuxen ålder. 
- Axel, 1637–1685, landshövding i Nylands och Tavastehus län. Herre till Lagmansholm och Kilanda i Fullestads socken, Svalsta i Vårdinge socken och Hagen i Gåsinge socken. Gift med friherrinnan Beata Bonde, 1647-1694. I äktenskapet föddes fyra barn varav sonen Göran Gustaf, 1678-1754, blev bekant som befälhavare för allmogen i Södermanland i samband med rysshärjningarna 1719-1721.
- Beata, 1638–1674, gift med överstelöjtnanten Erik Ribbing af Zernava, 1640-1675.
- Bengt, 1639–1700, gift 1691 med friherrinnan Ebba Maria Sparre, 1663-1740. Äktenskapet blev barnlöst.
- Christina, 1640–1703.
- Johan, 1642–1710, president i wismarska tribunalet 1686 och ambassadör i Berlin 1704–1707. Herre till Tistad i Bärbo socken  och Marieberg i Björkviks socken, båda i Södermanland. Hans enda dotter, Christina, avled av kopporna vid tjugotvå års ålder och Tistad ärvdes av hans brorson Schering Rosenhane, 1685–1738.
- Anna Catharina, 1646–1685.
- Göran, 1649–1677. Ryttmästare vid Livregementet till häst och stupade den 14 juli 1677 i slaget vid Landskrona.
- Sofia, 1651–1693.
- Fredrik, 1653–1709, herre till Torp i Husby-Oppunda socken, Grinda i Lilla Malma socken och Vändelsö i Österhaninge socken. Gift 1683 med friherrinnan Catharina Juliana Kruse af Kajbala, 1663–1738.
- Magdalena, 1656–1697, gift 1685 med översten Carl Gustaf Horn af Rantzien, 1651-1707, i hans första gifte.

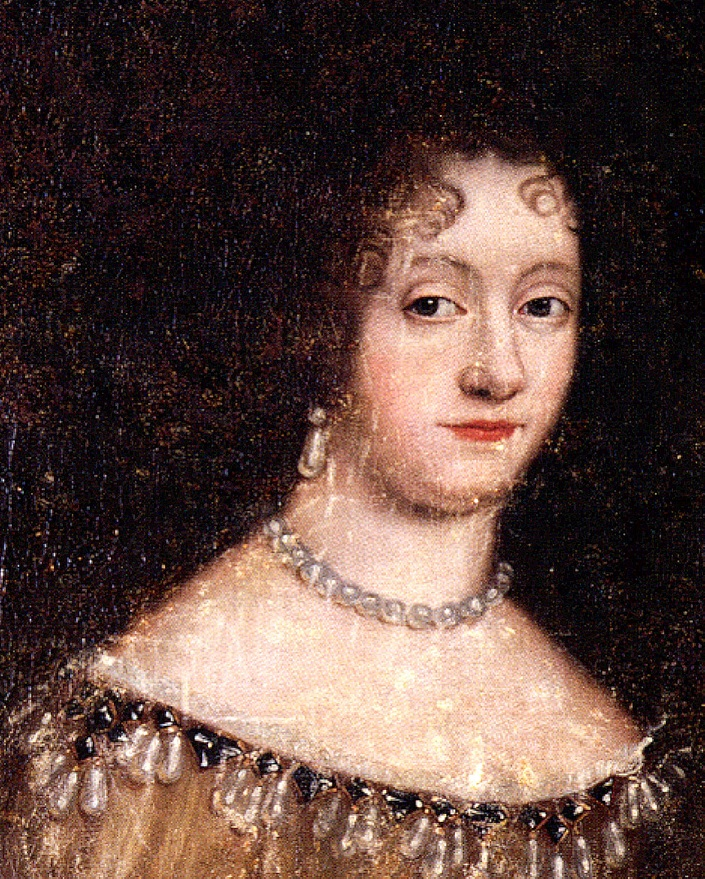
Beata Rosenhane

Schering Rosenhanes döttrar, särskilt Beata, beskrivs som de bäst utbildade kvinnorna i 1600-talets Sverige vid sidan av drottning Kristina: Schering gav order om att döttrarna skulle undervisas tillsammans med sönerna och få samma utbildning, något unikt i Sverige vid denna tid och något som han tros ha inspirerats till under sitt besök i Frankrike, där det vid tiden för hans besök var modernt att utbilda döttrar